# Dimetyloamina
Dimetyloamina, daw. dwumetyloamina – organiczny związek chemiczny z grupy amin, najprostsza drugorzędowa amina alifatyczna.
Jest produktem rozkładu białek w wyniku gnicia. Stosowana jest jako absorbent gazów kwaśnych, czynnik flotacyjny, stabilizator benzyny i rozpuszczalnik, a także w przemyśle włókienniczym oraz do wyrobu mydeł, środków depilacyjnych i czyszczących.